# Stoomfabriek De Batavier
Stoomfabriek De Batavier is een uit 1888 daterende stoomkorenmolen in Jutphaas in de Nederlandse gemeente Nieuwegein.
De rijksmonumentale stoomfabriek bij de Doorslagsluis aan de Vaartsche Rijn/het Merwedekanaal is gebouwd op de fundamenten van een 18e-eeuwse molen die de Batavier heette, die in 1888 volledig afbrandde. De molen is gebouwd zoals een graanmolen eruitziet, alleen zijn de kap en de wieken weggelaten. In 1913 is de aandrijving aangepast door de inbouw van een elektromotor. Naast de verwerking van graan werd vanaf dat jaar ook veevoeder geproduceerd. Later is de elektromotor vervangen door een dieselmotor die krachtiger was en goedkoper in gebruik. In 1965 is de productie gestopt. In 2000 is de molen gerestaureerd en uitgebreid voor bewoning.